# ناو کلاس کاناریاس
کروزر کلاس کاناریاس (به انگلیسی: Canarias-class cruiser) یک کلاس از کشتی است که طول آن ۶۳۶ فوت (۱۹۴ متر) می‌باشد.